# Wspólnota administracyjna Kirchberg
Wspólnota administracyjna Kirchberg (niem. Verwaltungsgemeinschaft Kirchberg) – wspólnota administracyjna w Niemczech, w kraju związkowym Saksonia, w okręgu administracyjnym Chemnitz, w powiecie Zwickau. Siedziba wspólnoty znajduje się w mieście Kirchberg.
Wspólnota administracyjna zrzesza jedną gminę miejską oraz trzy gminy wiejskie: 
- Crinitzberg
- Hartmannsdorf b. Kirchberg
- Hirschfeld
- Kirchberg